# Ministre du Revenu national c. Coopers and Lybrand
L'arrêt Ministre du Revenu national c. Coopers and Lybrand est un arrêt de principe de la Cour suprême du Canada en droit administratif canadien.
Dans cette décision, le juge Dickson a formulé une liste non exhaustive de critères pour déterminer si une décision ou ordonnance est légalement soumise à un processus judiciaire ou quasi judiciaire.

## Critères de qualification d'un pouvoir judiciaire ou quasi judiciaire
(1) Les termes utilisés dans la loi conférant les fonctions ou le contexte général de cette loi ressortent-ils une obligation d'informer ou de tenir une audience ?  
(2) La décision ou l’ordonnance porte-t-elle directement ou indirectement atteinte aux droits et obligations de quelqu’un ?  
(3) S’agit-il d’une procédure contradictoire ?  

(4) S’agit-il d’une obligation d’appliquer les règles de fond à plusieurs cas individuels ou s'agit-il par exemple d'une obligation d’appliquer une politique sociale et économique au sens large? 
«Tous ces facteurs doivent être soupesés et évalués et aucun d’entre eux n’est nécessairement déterminant. Ainsi, au par. (1), l’absence de termes exprès prescrivant la tenue d’une audience n’exclut pas nécessairement l’obligation en common law d’en tenir une. Quant au par. (2), la nature et la gravité, le cas échéant, de l’atteinte aux droits individuels, et la question de savoir si la décision ou ordonnance est finale sont importantes, mais le fait que des droits soient touchés n’entraîne pas nécessairement l’obligation d’agir judiciairement [...] 
En termes plus généraux, il faut tenir compte de l’objet du pouvoir, de la nature de la question à trancher et de l’importance de la décision sur ceux qui sont directement ou indirectement touchés par elle: voir l’arrêt Durayappah c. Fernando. Plus la question est importante et les sanctions sérieuses, plus on est justifié de demander que l’exercice du pouvoir soit soumis au processus judiciaire ou quasi judiciaire.»